# Husband (cráter)

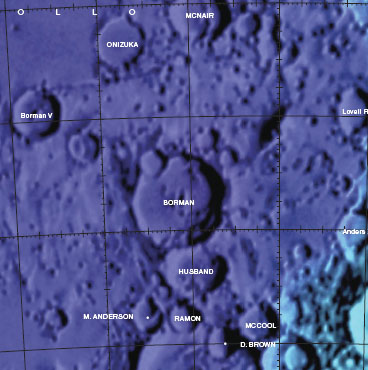
Husband, al sur de Borman

Husband es un pequeño cráter de impacto situado en el sector sur-sureste del interior del cráter Apolo, en la cara oculta de la Luna. Se halla en el espacio comprendido entre los dos anillos montañosos que conforman el gran cráter.
|  |

El cráter Hasband tiene una forma circular, aunque ha sido considerablemente erosionado por sucesivos impactos. El brocal se ha desgastado considerablemente, y en su parte sureste casi coincide con el terreno circundante. La pendiente interna es lisa, marcada tan solo por pequeños cráteres. El fondo del cuenco es relativamente plano, sin estructuras notables, excepto por un grupo de pequeños cráteres en su centro.
Antes de recibir su propio nombre en 2006, el cráter tenía la designación de Bormann L, siendo uno de los cráteres satélite del cráter Borman.

## Designación
El nombre fue adoptado por la UAI en 2006, como homenaje a los siete astronautas que perecieron en el accidente del Transbordador Columbia acontecido el 1 de febrero de 2003. Los nombres de los siete cráteres son:
- Chawla, D. Brown, Husband, L. Clark, McCool, M. Anderson y Ramon.

## Referencias

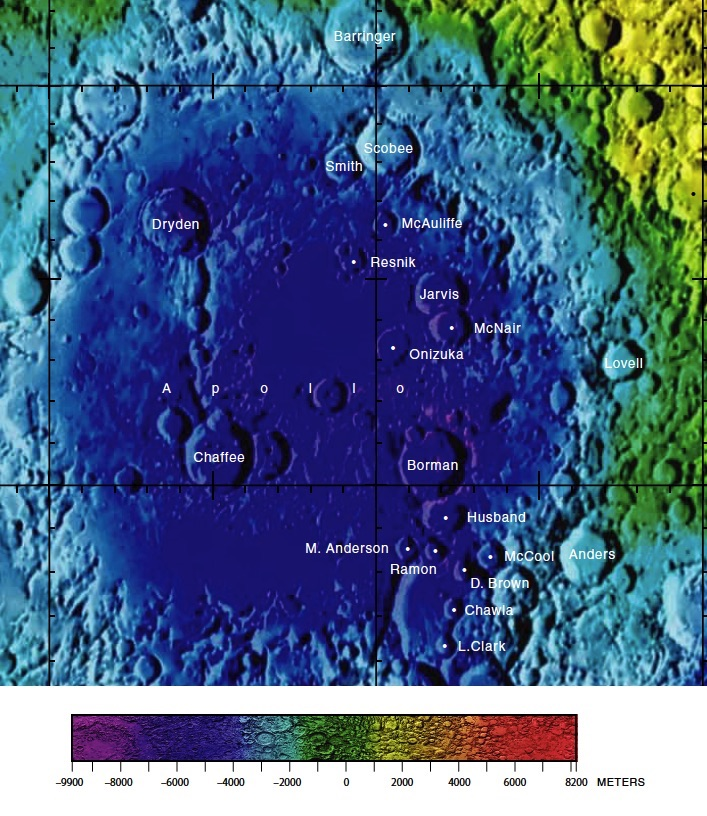
Cráteres interiores de Apolo